# Lietuvos nacionalinis radijas ir televizija
Lietuvos nacionalinis radijas ir televizija (en español, «Radio y Televisión Nacional Lituana»), también conocida por las siglas LRT, es la empresa de radiodifusión pública de Lituania. Fue fundada el 30 de abril de 1957 y actualmente gestiona tres emisoras de radio, tres canales de televisión y un sitio web.
Es miembro activo de la Unión Europea de Radiodifusión desde el 1 de enero de 1993.

## Historia

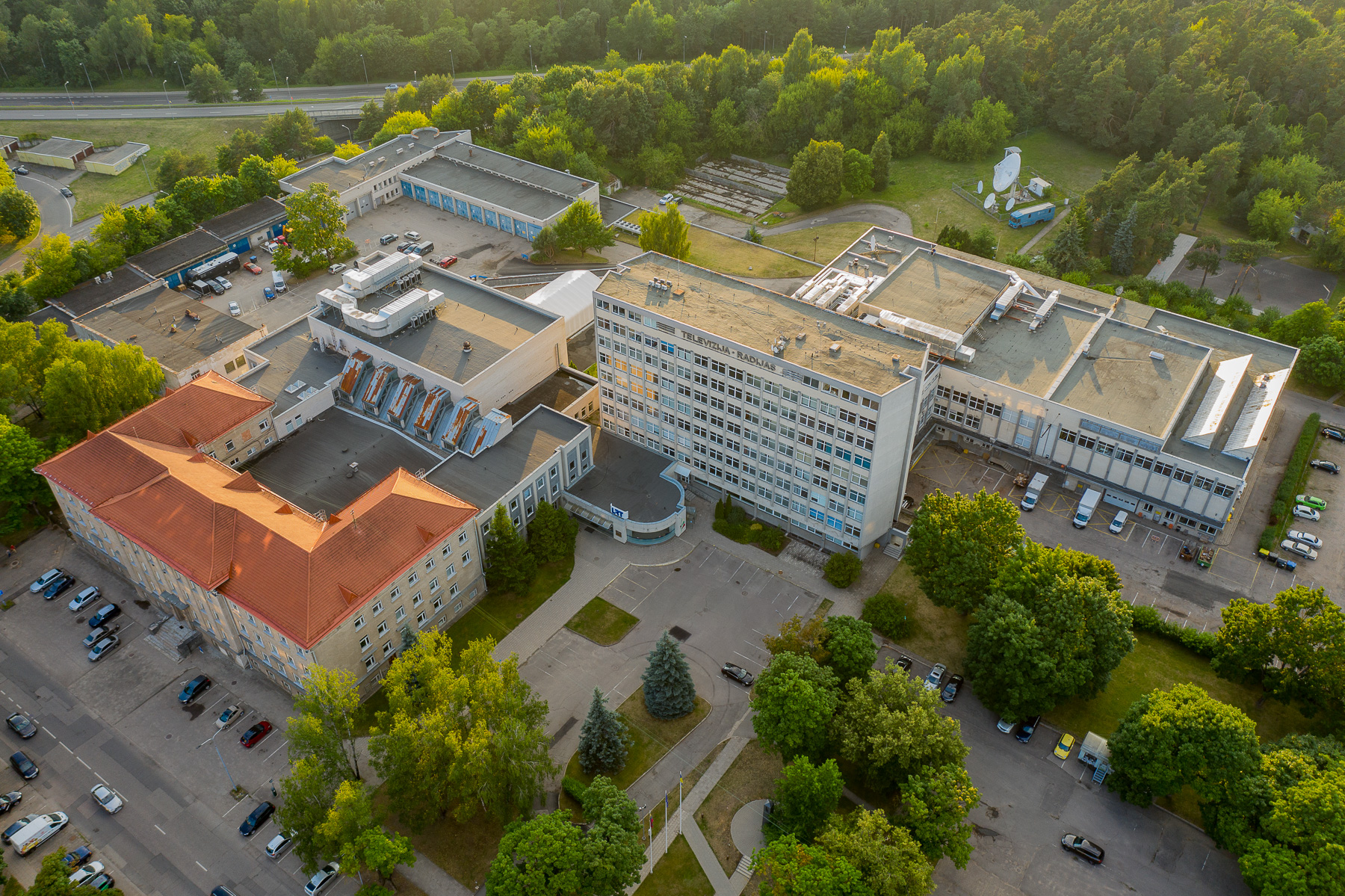
Sede de la LRT en Vilna.

La radio pública lituana comenzó sus emisiones el 12 de junio de 1926 desde Kaunas, la capital del país en aquella época, con una programación basada en boletines informativos y música. Durante la Segunda Guerra Mundial los estudios fueron ocupados por las tropas soviéticas y nazis, hasta que el país fue finalmente anexionado por la Unión Soviética en 1945. Un año después se iniciaron las transmisiones de un servicio internacional de radio y en 1956 se creó una segunda emisora de música clásica.
El 30 de abril de 1957 comenzaron las emisiones regulares de la televisión lituana. En junio del mismo año, las autoridades integraron la radio y televisión públicas en una única sociedad, el «Comité de Radio y Televisión», controlada por la república socialista. En 1958 se crearon los servicios informativos y el canal se consolidó gracias a la producción propia. A partir de 1975 se emitió programación en color.
Cuando Lituania se independizó de la Unión Soviética, la empresa pública cambió su nombre por el de «Radio y Televisión Lituana». El 13 de enero de 1991, los efectivos del ejército soviético en Vilna ocuparon tanto la sede de LRT como la torre de televisión de la capital, en una acción que se saldó con la muerte de 13 personas. Las instalaciones permanecieron bajo su control durante 222 días, hasta que Lituania obtuvo reconocimiento internacional como estado y pudo recuperarlas. El 1 de enero de 1993, LRT fue admitida en la Unión Europea de Radiodifusión.
Con la llegada del siglo XXI, el grupo puso en marcha su sitio web (2000), un segundo canal de televisión (2003) y una señal internacional de televisión, LTV World (2007), que está disponible en Europa y América a través del satélite. En julio de 2012 cambió su nombre por «Radio y Televisión Nacional Lituana» y unificó todas sus marcas bajo las siglas LRT.

## Organización
LRT es una empresa del estado lituano. Su mayor órgano directivo es el Consejo de LRT, cuya formación depende del Ministerio de Educación, Ciencia y Cultura. Está compuesto por 12 miembros representativos de la sociedad del país. La presidencia de la república elige a cuatro miembros para un mandato de seis años; el parlamento elige otros cuatro para un mandato de cuatro años. El resto de miembros, con un mandato de dos años, son elegidos por cada uno de los siguientes organismos: Consejo de Investigación, Consejo Educacional, Asociación de Artistas, y Conferencia Episcopal.
El servicio de la radiotelevisión lituana se rige por la «Ley de la Radio y Televisión Nacional», en vigor desde 1996. En ella se define la labor de servicio público y sus deberes al informar sobre Lituania y el mundo; ofrecer programación cultural; reforzar la soberanía nacional de la república; proteger la cultura y el idioma lituano; dar representación a las minorías sociales, y trabajar en definitiva bajo unos valores de «objetividad, democracia e imparcialidad, asegurando la libertad de expresión y creación».
La empresa se financia con aportaciones directas del estado lituano que suponen el 75% del presupuesto. El resto se cubre con publicidad y patrocinios.

## Servicios

### Radio
| Logo | Emisora     | Información |
| ---- | ----------- | --- |
|      | LRT Radijas | Comenzó sus emisiones en 12 de junio de 1926 como Radijo Kaunas. Su programación es generalista e informativa.                                  |
|      | LRT Klasika | Creada en 1956, está especializada en música clásica.                                                                                           |
|      | LRT Opus    | Inició su emisión el 1 de septiembre de 2006 y es una emisora para el público juvenil. Emite música alternativa y programas de entretenimiento. |

### Televisión
| Logo | Emisora        | Información |
| ---- | -------------- | --- |
|      | LRT Televizija | Es el principal canal de televisión de LRT. Emite una programación generalista basada en ficción, entretenimiento, informativos, eventos especiales y deporte. Fue fundado el 30 de abril de 1957. Disponible en alta definición desde 2014. |
|      | LRT Plius      | Segundo canal, anteriormente conocido como LRT2. Emite una programación cultural y espacios minoritarios, como ciclos de cine o documentales. Inició sus emisiones el 16 de febrero de 2003. Disponible en alta definición desde 2017.       |
|      | LRT Lituanica  | Canal internacional de LRT, anteriormente llamado LTV World. Se puso en marcha el 23 de septiembre de 2007. |

Todos los canales se pueden ver en vivo desde el sitio web de LRT sin georestricción.